# 양윤석
양윤석(1966년 2월 ~)는 대한민국의 SBS 보도본부 본부장이다.

## 학력
- 서울대학교 정치학과 학사

## 경력
- 1991년 : SBS 공채 1기 기자 입사
- SBS 보도본부 사회부 기자
- SBS 보도본부 편집부 기자
- SBS 보도본부 보도제작부 기자
- SBS 보도본부 정치부 기자
- 2004년: SBS 보도본부 도쿄특파원
- SBS 보도본부 도쿄지국장
- SBS 보도본부 사회2부 차장
- 2008년 1월~2009년 12월: 한국기자협회 부회장
- 2012년 12월~2014년 8월: SBS 보도본부 문화부장(부장급)
- 2014년 8월~2016년 8월: SBS 기획실 정책팀장
- 2016년 8월~2016년 12월: SBS 보도본부 보도국장
- 2016년 12월~2018년 8월 SBS 전략기획실 정책팀장(부국장)
- 2018년 8월~2020년 9월: 한국방송협회 사무총장
- 2020년 10월~2022년 12월: TY홀딩스 방송정책실장
- 2022년 12월~2023년 12월: TY홀딩스 방송정책실장 전무
- 2023년 12월~2024년 5월: TY홀딩스 미디어정책실장 전무
- 한국방송기자클럽 부회장
- 2024년 5월~2024년 12월: SBS 경영위원 정책실장 (전무이사)
- 2024년 12월~: SBS 보도본부장(전무이사)
- 2027년 12월 1일 ~ : SBS 사장